# Campionati europei di canoa/kayak sprint 1961
I Campionati europei di canoa/kayak sprint 1961 sono stati la 6ª edizione della competizione continentale. Si sono svolti a Poznań, in Polonia. Gli atleti hanno preso parte a 16 eventi in totale, 13 gare maschili e 3 femminili.

## Medagliere
| Pos.   | Paese            | Oro | Argento | Bronzo | Totale |
| ------ | ---------------- | --- | ------- | ------ | ------ |
| 1      | Unione Sovietica | 5   | 7       | 3      | 15     |
| 2      | Ungheria         | 4   | 2       | 5      | 11     |
| 3      | Romania          | 3   | 1       | 2      | 6      |
| 4      | Germania Ovest   | 2   | 1       | 1      | 4      |
| 5      | Svezia           | 1   | 2       | 1      | 4      |
| 6      | Germania Est     | 1   | 0       | 2      | 3      |
| 7      | Danimarca        | 0   | 1       | 1      | 2      |
| 8      | Polonia          | 0   | 1       | 0      | 1      |
| 8      | Cecoslovacchia   | 0   | 1       | 0      | 1      |
| 10     | Paesi Bassi      | 0   | 0       | 1      | 1      |
| Totale | Totale           | 16  | 16      | 16     | 48     |

## Podi

### Uomini
| Evento           | Oro                                                                            | Perform. | Argento                                                                            | Perform. | Bronzo                                                                         | Perform. |
| Canoa C-1 1000M  | Andrij Chimič                                                                  | 4:36,00  | Ove Emanuelsson                                                                    | 4:37,40  | Vitali Galkov                                                                  | 4:38,50  |
| Canoa C-1 10000M | János Parti                                                                    | 53:14,00 | Tibor Polakovič                                                                    | 53:23,60 | Andrij Chimič                                                                  | 54:37,50 |
| Canoa C-2 1000M  | Romania Lavrente Sidorov Alexe Iacovici                                        | 4:05,90  | Unione Sovietica Aleksandr Silaev Stepan Oščepkov                                  | 4:06,60  | Ungheria Gábor Máthé Oszkár Faix                                               | 4:06,70  |
| Canoa C-2 10000M | Unione Sovietica Leonid Geystor Serhij Makarenko                               | 47:42,80 | Unione Sovietica Stepan Oščepkov Aleksandr Silaev                                  | 48:24,30 | Romania Mihai Somovschi Lavrente Kalinov                                       | 48:33,80 |
| Kayak K-1 500M   | Aurel Vernescu                                                                 | 1:49,10  | Erik Hansen                                                                        | 1:49,30  | Vasilie Nicoarǎ                                                                | 1:50,20  |
| Kayak K-2 500M   | Romania Nicolai Artimov Andrei Conţolenco                                      | 1:43,00  | Polonia Stefan Kapłaniak Władysław Zieliński                                       | 1:43,50  | Ungheria György Mészáros András Szente                                         | 1:45,20  |
| Canoa K-1 4X500M | Germania Ovest Fritz Briel Paul Lange Heinz Buker Friedhelm Wentzke            | 8:30,50  | Ungheria László Fábián Imre Szöllősi György Mészáros Imre Kemecsey                 | 8:39,50  | Germania Est Wolfgang Lange Dieter Krause Siegfried Rossberg Gunther Perleberg | 8:40,30  |
| Kayak K-1 1000M  | Carl von Gerber                                                                | 4:12,60  | Vasilie Nicoarǎ                                                                    | 4:13,50  | Erik Hansen                                                                    | 4:14,80  |
| Kayak K-2 1000M  | Ungheria Imre Szöllősi László Fábián                                           | 3:42,10  | Ungheria György Mészáros András Szente                                             | 3:44,20  | Germania Est Wolfgang Niedrig Günter Holzvoigt                                 | 3:44,40  |
| Kayak K-1 10000M | Fritz Briel                                                                    | 46:03,30 | Stig Andersson                                                                     | 46:06,60 | Antonius Geurts                                                                | 46:09,70 |
| Kayak K-2 10000M | Ungheria Imre Szöllősi László Fábián                                           | 42:20,60 | Germania Ovest Erich Suhrbier Siegfred Brzoska                                     | 42:47,50 | Unione Sovietica Igor Pisarev Ibrahim Chasanov                                 | 42:49,00 |
| Kayak K-4 1000M  | Germania Est Wolfgang Lange Dieter Krause Siegfried Rossberg Gunther Perleberg | 3:15,20  | Unione Sovietica Boris Byrdin Volodar Zwiezdkin Anatolij Grišin Konstantin Nazarov | 3:17,10  | Ungheria Imre Kemecsey György Mészáros László Nagy András Szente               | 3:17,50  |
| Kayak K-4 10000M | Ungheria János Petroczy János Urányi Andras Sovan György Czink                 | 38:29,80 | Unione Sovietica Boris Byrdin Volodar Zwiezdkin Anatolij Grišin Konstantin Nazarov | 38:41,90 | Germania Ovest Heinz Ackers Peter Ackers Georg Lietz Hubert Birgel             | 38:42,30 |

### Donne
| Evento    | Oro                                                                                       | Perform. | Argento                                              | Perform. | Bronzo                                                             | Perform. |
| Kayak K-1 | Antonina Seredina                                                                         | 2:09,40  | Nina Gruzintseva                                     | 2:11,00  | Else-Maria Lindmark                                                | 2:12,20  |
| Kayak K-2 | Unione Sovietica Ludmila Chvedosiuk Nina Gruzintseva                                      | 1:57,70  | Unione Sovietica Lubov Sinitchkina Antonina Seredina | 1:58,60  | Ungheria Imrene Fried Gerhartne Hecker                             | 2:04,20  |
| Kayak K-4 | Unione Sovietica Ludmila Chvedosiuk Antonina Seredina Nina Gruzintseva Nadezhda Levchenko | 1:44,30  | Unione Sovietica Lubov Sinitchkina ???               | 1:47,50  | Ungheria Klára Fried-Bánfalvi Sára Bella Anikó Balogh Vilma Egresi | 1:51,10  |